# Placunanomia panamensis
Placunanomia panamensis is een tweekleppigensoort uit de familie van de Anomiidae. De wetenschappelijke naam van de soort is voor het eerst geldig gepubliceerd in 1942 door Olsson.